# 토지임대부 분양주택
토지임대부 분양주택(土地賃貸附 分讓住宅, Land-leasehold Housing Units)이란 토지는 공공이 소유 또는 임대하고, 지상의 건물은 일반인들에게 분양하는 방식의 주택을 말한다. 반값아파트 또는 보금자리주택이라고 부른다.

## 개요
주택의 가격상승에는 땅값 상승이 큰 요인으로 작용하기 때문에 토지와 건물로 구성된 주택의 소유권을 따로 분리해 저렴한 주택공급을 늘린다는 발상이다. 토지 임대부 분양주택의 소유자는 주택을 팔거나 이전하는 것은 가능하나, 토지의 소유권이 공공에 있기 때문에 토지 임대료는 내야한다. 토지를 임대받은 지 40년이 지난 뒤에는 입주자가 원할 경우 토지 소유자의 동의를 받아 계속 거주하거나 재건축하는 것이 가능하다. 네덜란드, 덴마크등 유럽 선진국과 싱가포르에서는 이미 시행중인 제도이다.

## 대한민국의 현황

### 참여정부
2005년 대한주택공사 부설연구기관인 주택도시연구원에서 서울 송파구 위례신도시를 토지임대부 주택방식으로 공영개발해야 한다는 주장했다. 그러자 2006년 2월 28일 당시 이해찬 국무총리는 2009년부터 공급될 서울 송파신도시에 토지는 임대하고 아파트 건물만 분양하는 '토지임대부 주택' 도입을 검토하고 있다고 국회에서 답변을 했다. 같은해 5월 제4회 전국동시지방선거 공약에서 반값아파트라는 이름으로 공론화되었다.
2007년 10월 경기도 군포시 부곡지구에 토지임대부 주택 389가구를 공급했지만, 재분양까지 거쳤음에도 27명만 계약하는 데 그쳐 흥행에 실패했다.

### 이명박 정부
2009년 3월 2일 보금자리주택건설등에관한특별법이 국회 국토해양위를 통과했다. 보금자리주택은 이명박 정부의 주택정책으로서, 홍준표 의원의 반값 아파트나 오세훈 서울시장의 반값 아파트와는 다소 차이가 있다. 곧이어 4월 1일 국회 본회의에서 토지임대부 분양주택 공급촉진을 위한 특별조치법이 통과되었다. 새 법률은 이러한 높은 임대료 문제를 보완했다. 한나라당 원내대표 홍준표 의원이 발의한 법안이다. 홍준표 의원은 노무현 정부 당시 반값아파트 구상을 제안했었고, 2009년 부동산학 박사학위를 취득했다.
강남 세곡지구의 4개 블록 중 한 곳과 서초 우면지구의 2개 블록 중 한 곳에서 각각 414채와 340채의 토지임대부 주택이 공급될 예정이다. 2011년 11월 7일 한국토지주택공사(LH)는 서울 서초구 우면동 서초보금자리지구에 토지임대부 아파트 358가구를 분양한다고 발표했다. 11월 14일 서초지구 보금자리주택 청약 결과를 보면, A5블록에 나온 토지임대부 주택은 총 358가구 모집에 모두 2468명이 신청해 평균 6.89대 1의 경쟁률을 기록하며 높은 인기를 누렸다.
2012년 12월 11일부터 강남구 자곡동 강남보금자리지구에서 조성되는 토지임대부 주택은 약 402가구가량 공급된다.

### 박근혜 정부
2013년 4월 1일 서민주거안정을 위한 주택시장 정상화 종합대책을 발표했다. 해당내용에는 보금자리주택 등 공공부문의 공급물량 조절함으로써 민간부문의 활력 제고 유도하는 내용이 담겨져 있다. 2016년 1월 토지임대부 분양주택 공급촉진을 위한 특별조치법을 폐지하고 주택법 전부개정시 주택법에 규정되었다.

### 문재인 정부
2019년 2월 서울 송파구 마천동 400번지 일대(21만 7750㎡)에 토지임대부 분양주택에 공급하겠다고 발표했다. 같은해 12월 송파 파크데일 4.5단지로 분양되었다.

### 윤석열 정부
서울주택도시공사(SH공사)는 2023년 3월 고덕강일지구, 10월 마곡 10-2지구에 토지임대부 아파트를 공급하겠다고 발표했고 2030대 신혼부부 및 청년들의 관심이 집중되었다.

## 비판
시간이 흐르면 건물은 노후화되지만 토지의 가치는 상승하기 때문에 최초 분양자들만 건물 가격이 뛰어 큰 시세차익을 챙기는 등 ‘로또 아파트’만 양산했다는 지적이 쏟아졌다. 추가로 외국의 사례와 달리 전체 남한 면적중 국공유지 비중이 20~30%안팎에 불과하여 토지임대부 주택을 공급할 공공토지가 부족하다.

## 같이 보기
- 시프트 (정책)
- 보금자리주택
- 반값아파트 정책